# Bienengiftallergene
Bienengiftallergene bezeichnet Allergene aus Bienengift. Bienengiftallergene gehören zu den Injektionsallergenen.

## Eigenschaften
Schwache allergische Reaktionen gegen Allergene aus dem Gift von Hymenoptera treten in etwa 27 – 40 %  der Erwachsenen und bis zu 50 % der Kinder auf. Allergische Reaktionen treten in 3,3 – 5 % der Menschen ohne diagnostizierte Allergie gegen das Gift von Hymenoptera auf. Allergische Reaktionen umfassen Typen I, III und IV der Allergie, wobei Typ I (mit Immunglobulin E) am häufigsten vorkommt. Bienengiftallergene gehören zu den häufigsten anaphylaktischen Allergenen. Die Mortalität eines Hymenoptera-Stichs durch Anaphylaxie liegt bei 0,09 – 0,13 Toten pro Millionen Menschen pro Jahr.
Als Allergene im Bienengift wirken neben dem Melittin (Allergen Api m 3), die Phospholipase (Allergen Api m 1), die Hyaluronidase (Api m 2) und weitere enthaltene Proteine. Hauptbestandteil des Bienengifts mit etwa 50 Prozent ist Melittin (Allergen Api m 3), das auch der giftigste Bestandteil des Bienengifts ist. Die Phospholipase A2 (zu etwa 12 Prozent enthalten) ist dagegen das Hauptallergen und ein Enzym, das die hydrolytische Spaltung von Phospholipiden katalysiert und so Zellmembranen angreift.
Bei bestehender Allergie gegen Bienengift tritt in weniger als 0,001 % der Bevölkerung eine Reaktivierung der Immunantwort durch Konsum von Honig auf. Insbesondere bei gleichzeitiger Allergie gegen Bienen- und Wespengift oder bei gleichzeitiger multipler Pollenallergie ist die allergische Immunreaktion mittels Immunglobulin E kreuzreaktiv und gegen α-1,3-Fucose-Reste in den N-Glykosylierungen der Proteine des Bienengifts gerichtet. Die Kreuzreaktivität erschwert die genaue Bestimmung der Häufigkeit einer Bienengiftallergie. Gegen Allergien auf Bienengiftallergene kann eine Hyposensibilisierung durchgeführt werden.
| Allergen         | Vorkommen            | Biochemischer Name                                               | Molmasse [kDa] | Aminosäuren | Expositionsroute | Trockengewicht [%] | Position einer N-Glykosylierung       |
| ---------------- | -------------------- | ---------------------------------------------------------------- | -------------- | ----------- | ---------------- | ------------------ | ------------------------------------- |
| Api m 1          | Giftdrüse            | Phospholipase A2                                                 | 16             | 167         | Injektion        | 10–12              | 46                                    |
| Api m 2          | Giftdrüse            | Hyaluronidase                                                    | 44             | 382         | Injektion        | 1–3                | 115; 263                              |
| Api m 3          | Giftdrüse            | Venom acid phosphatase Acph-1                                    | 43             | 388         | Injektion        | 1–2                | 182; 228; 366                         |
| Api m 4          | Giftdrüse            | Melittin                                                         | 3              | 70          | Injektion        | ~50                | -                                     |
| Api m 5          | Giftdrüse            | Dipeptidylpeptidase 4                                            | 100            | 775         | Injektion        | >1                 | 68; 239; 473; 505; 578; 631; 689; 694 |
| Api m 6          | Giftdrüse            | Api m 6.03/Api m 6.04                                            | 8              | 92          | Injektion        | 1–2                | -                                     |
| Api m 7          | Giftkanal            | CUB-Serinprotease                                                | 39             | 405         | Injektion        | >1                 | 113; 209; 229                         |
| Api m 8          | Giftkanal            | Carboxylesterase                                                 | 70             | 557         | Injektion        | >1                 | 145; 374; 478; 528; 542               |
| Api m 9          | Giftkanal            | Serin-Carboxypeptidase                                           | 60             | 467         | Injektion        | >1                 | 130; 169; 304; 322; 344               |
| Api m 10         | Giftkanal            | Icarapin Variante 2                                              | 50–55          | 223         | Injektion        | >1                 | 126;142;168;193                       |
| Api m 11a (0101) | Hypopharyngealdrüsen | Major royal jelly protein (MRJP) – deglykosylierte Formen MRJP 8 | 60             | 415         | Injektion/Oral   | -                  | -                                     |
| Api m 11b (0201) | Hypopharyngealdrüsen | MRJP 9                                                           | 65             | 423         | Injektion/Oral   | -                  | -                                     |
| Api m 12         | Giftdrüse            | Vitellogenin                                                     | 200            | -           | Injektion        | -                  | 296; 1067                             |